# Districte municipal de Raseiniai
El Districte municipal de Raseiniai (en lituà: Raseinių rajono savivaldybė) és un dels 60 municipis de Lituània, situat dins del comtat de Kaunas. El centre administratiu del municipi és la ciutat Raseiniai.

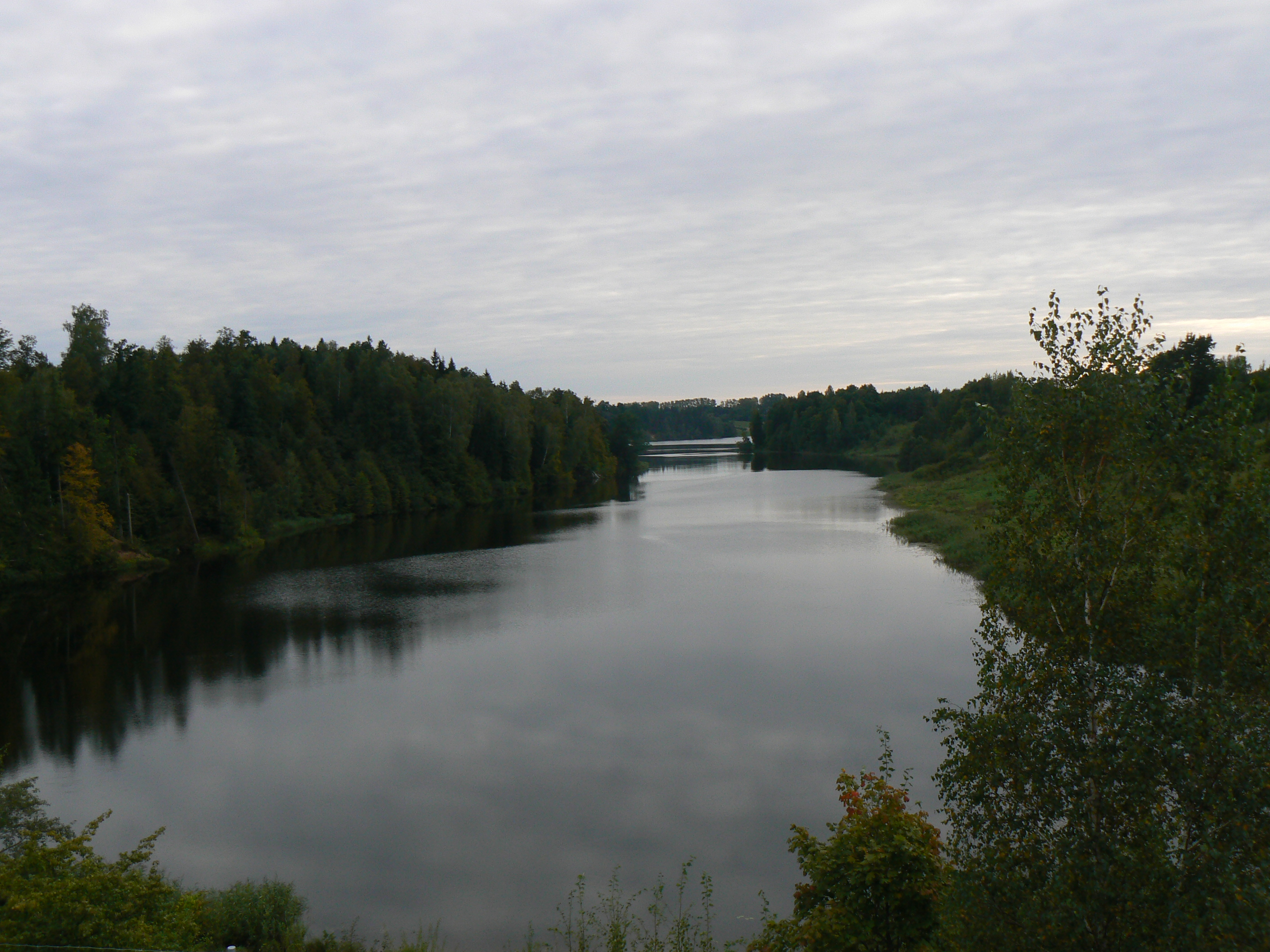
Riu Gynėvė del districte municipal de Prienai

## Estructura
- 2 ciutats : Raseiniai i Ariogala
- 7 pobles : Betygala, Girkalnis, Lyduvėnai, Nemakščiai, Šiluva, Viduklė i Žaiginys
- 590 viles

## Seniūnijos del districte municipal de Raseiniai
- Ariogalos seniūnija (Ariogala)

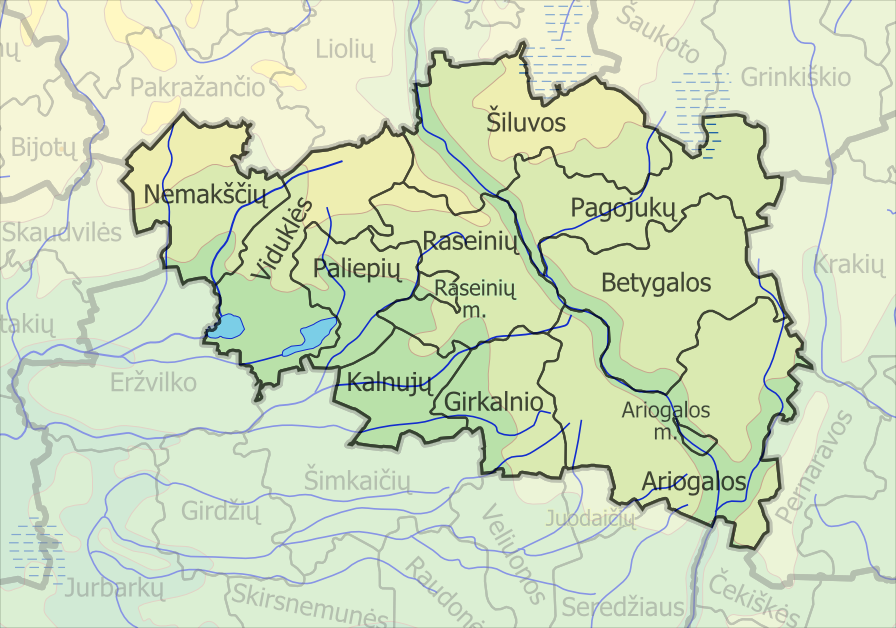
Mapa del districte

- Ariogalos miesto seniūnija (Ariogala)
- Betygalos seniūnija (Betygala)
- Girkalnio seniūnija (Girkalnis)
- Kalnujų seniūnija (Kalnujai)
- Nemakščių seniūnija (Nemakščiai)
- Pagojukų seniūnija (Kaulakiai)
- Paliepių seniūnija (Sujainiai)
- Raseinių seniūnija (Raseiniai)
- Raseinių miesto seniūnija (Raseiniai)
- Šiluvos seniūnija (Šiluva)
- Viduklės seniūnija (Viduklė)